# Packard Twelve

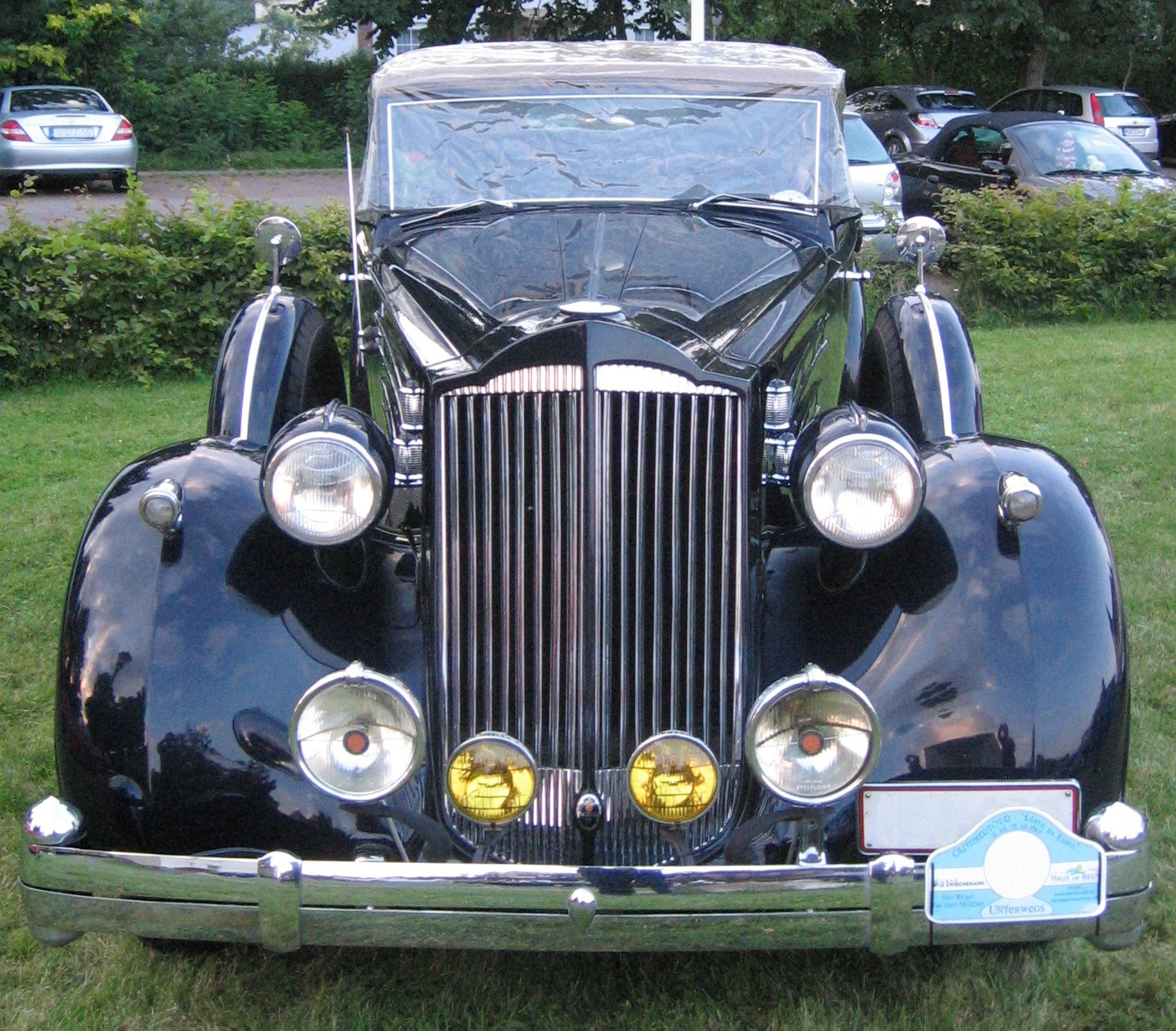
Packard Twelve Cabriolet Victoria (17. Serie) (1939)

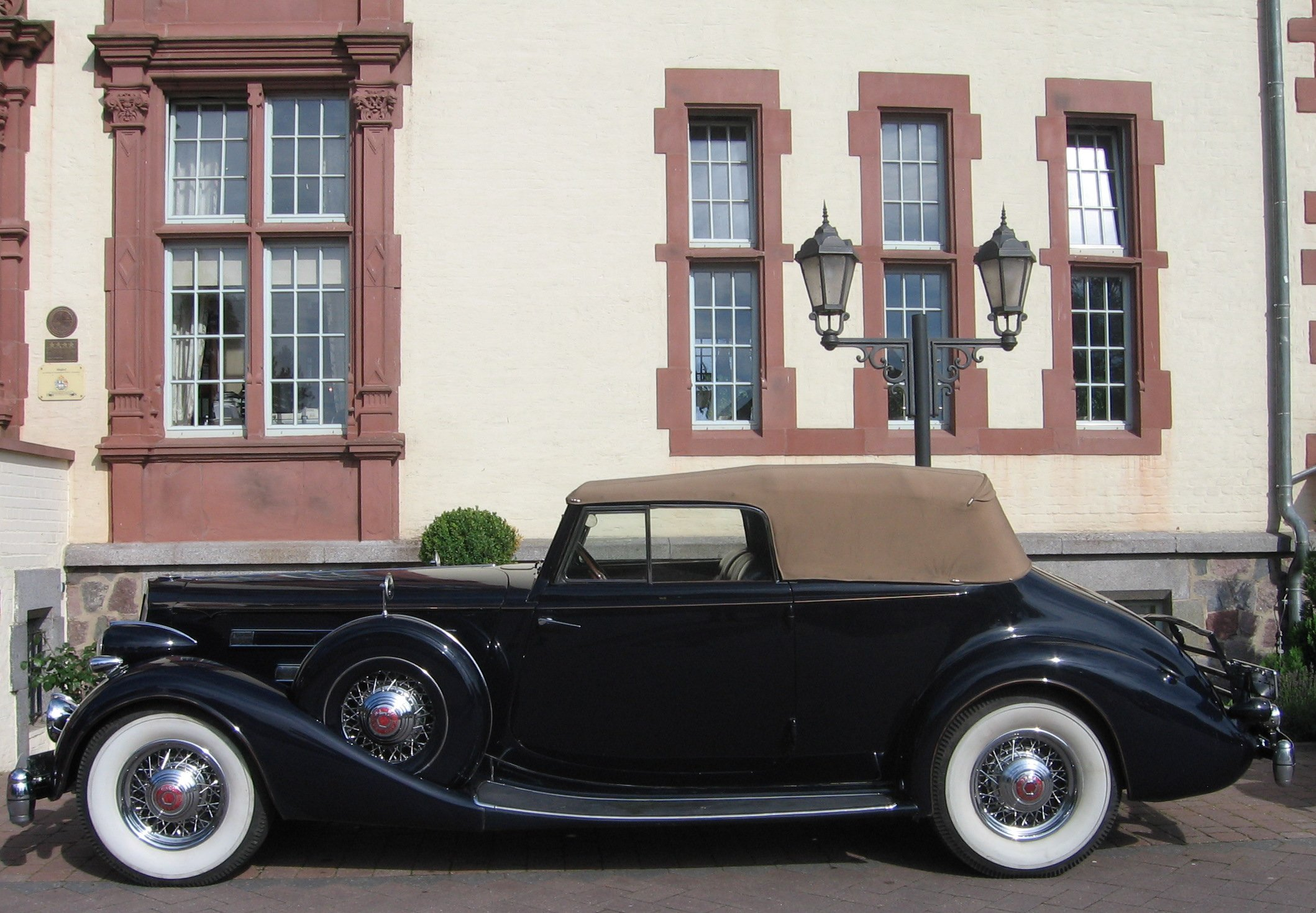
Packard Twelve Cabriolet Victoria (1939)

Der Packard Twelve bezeichnet eine Serie von V12-Zylinder-Automobilen, die die Packard Motor Car Company in Detroit in den Modelljahren 1933 bis 1939 als Nachfolger des Modells Twin Six fertigte.

## Einführung
1933 gab Packard dem Zwölfzylindermodell Twin Six den prestigeträchtigeren Namen „Twelve“. Die Modelle 1005 und 1006 hatten nun Radstände von 3607 mm, bzw. 3734 mm.
Der V12-Motor wurde unverändert vom Vorgängermodell übernommen: Sein Zylinderwinkel betrug 67°, die Bohrung 87,3 mm und der Hub 101,6 mm. Dies ergab einen Hubraum von 7300 cm³. Der Motor leistete 160 bhp (118 kW) bei 3200/min. Die nasse Zweischeibenkupplung des Vorgängers wich einer Einscheibentrockenkupplung, die den Motor mit dem manuellen Dreiganggetriebe mit Mittelschaltung verband. Auch die mechanischen Vierradbremsen wurden vom Vorgänger übernommen.
Auf dem kurzen Fahrgestell (Modell 1005) gab es einen Touring, einen Phaeton, einen Sport-Phaeton, eine Limousine, ein 4-türiges Cabriolet, eine Club-Limousine, ein 2-türiges Cabriolet (Victoria) und einen Coupé-Roadster, jeweils für fünf Passagiere. Daneben wurden verschiedene Coupés und Cabriolets für 2–4 Passagiere angeboten. Auf dem langen Fahrgestell gab es eine Limousine und eine Pullman-Limousine, sowie verschiedene Sonderkarosserien, jeweils für 5–7 Passagiere.

## Von Jahr zu Jahr
1934 kamen in der 11. Serie Modelle mit noch kürzerem Radstand (3429 mm) dazu. Sie waren als Sport-Coupé oder als „Runabout Speedster“ (von LeBaron) karossiert. Erstmals gab es auch ein Radio als Sonderausstattung.
1935, in der 12. Serie, wurde der Zylinderhub des Zwölfzylinders um 1/4" auf 108 mm erhöht, sodass der Hubraum nun 7.708 cm³ betrug. Außerdem bekam er Zylinderköpfe aus Aluminium. Der neue Motor leistete 175 bhp (129 kW) bei weiterhin 3200/min. Das Getriebe wurde synchronisiert und die mechanischen Bremsen und die Kupplung bekamen Unterstützung durch Unterdruck vom Motor.  Die neuen Radstände betrugen 3359 mm, 3537 mm und 3664 mm. In dieser Ausführung wurden die Fahrzeuge auch 1936 als 14. Serie weitergebaut.
Das Modelljahr 1937 brachte in der 15. Serie die Einführung hydraulischer Bremsen. Die vorher hinten angeschlagenen Türen wichen aus Sicherheitsgründen solchen mit vorderem Anschlag.
Die 16. Serie 1938 brachte wieder neue, kürzere Radstände: 3236 mm, 3414 mm und 3541 mm. Die geschwungenen Kotflügel wirkten etwas klobiger als beim Vorjahresmodell. In dieser Ausstattung ging der Twelve auch als 17. Serie in sein letztes Produktionsjahr 1939. Auf Wunsch war anstatt der Mittelschaltung eine Lenkradschaltung erhältlich.

## Das Ende
Im Modelljahr 1940 fiel der Twelve ersatzlos weg. Vom letzten Zwölfzylinder-Packard waren in sieben Jahren 5262 Exemplare entstanden.

## Trivia
Im Oktober 1935 schenkte der amerikanische Präsident Franklin D. Roosevelt Josef Stalin eine gepanzerte Version des Packard Twelve.